# Cape Winelands
Cape Winelands (englisch Cape Winelands District Municipality, afrikaans Kaapse Wynlande-distriksmunisipaliteit; früher Boland District Municipality, afrikaans: Boland-distriksmunisipaliteit) ist ein Distrikt der südafrikanischen Provinz Westkap. Der Sitz der Distriktverwaltung befindet sich in Worcester. Die Bürgermeisterin ist Helena von Schlicht.

## Gliederung
Die Distriktgemeinde wird von folgenden Lokalgemeinden gebildet:
- Breede Valley
- Drakenstein
- Langeberg
- Stellenbosch
- Witzenberg

## Demografie
Im Jahr 2011 hatte der Distrikt 787.490 Einwohner in 198.265 Haushalten auf einer Gesamtfläche von 21.472,67 km². Davon waren 62,12 % Coloureds, 23,68 % schwarz, 12,89 % weiß, 0,40 % Asiaten bzw. Inder und 0,91 % andere.

## Naturschutz und Tourismus
Seit 2007 ist ein Teil des Gebietes als UNESCO-Biosphärenreservat, als Teil des Cape Floral Kingdom, ausgewiesen.
Ein Teil des Gebietes, bestehend aus einigen Tälern um die Orte Franschhoek, Paarl, Stellenbosch und Tulbagh ist als Weinregion bzw. selten Kapweinland (Cape Winelands) für seine Weinkultur bekannt und touristisch besonders gut erschlossen. Hier befinden sich die meisten der südafrikanischen Weinrouten.

## Galerie

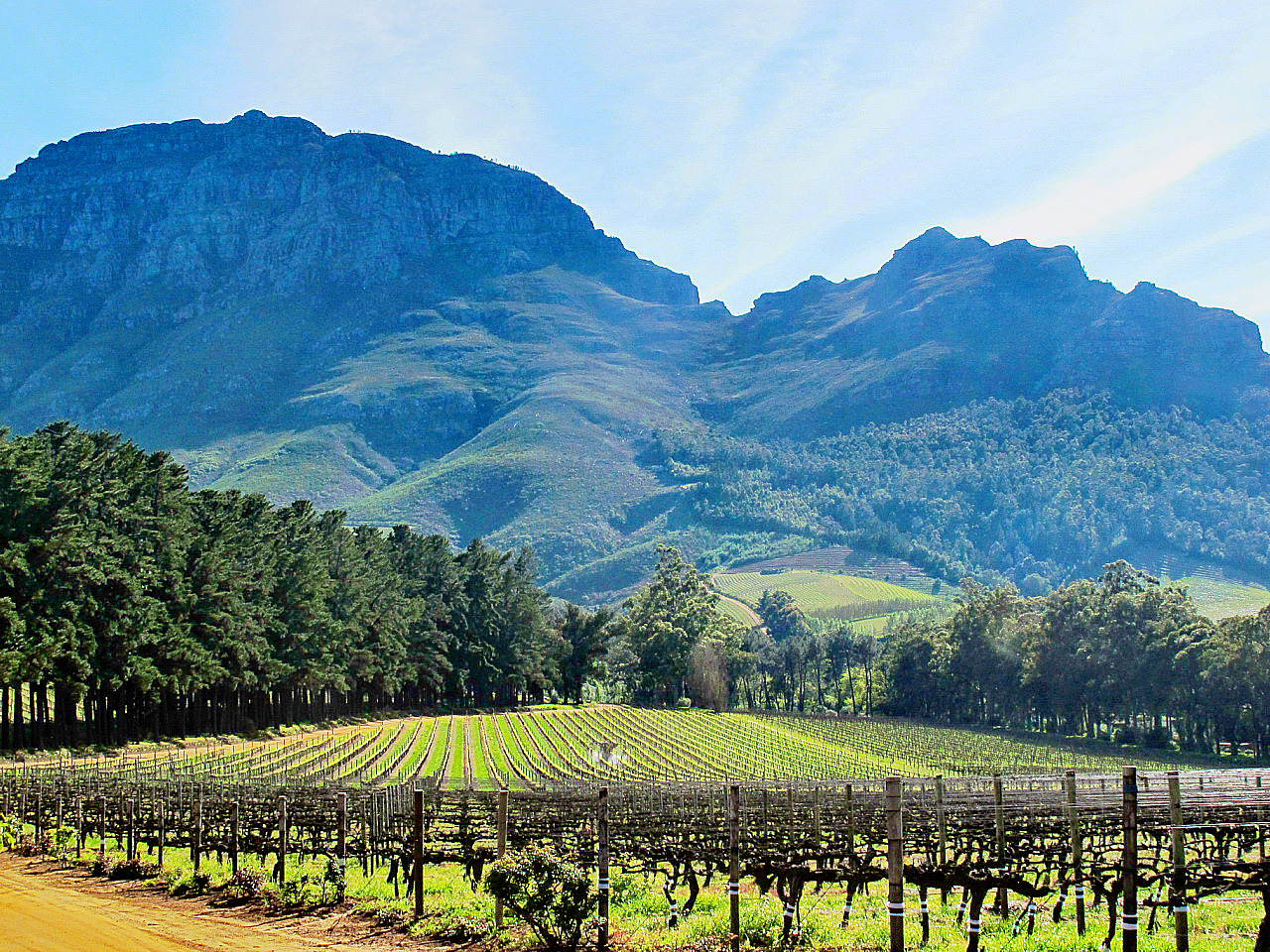
Weinanbau bei Stellenbosch
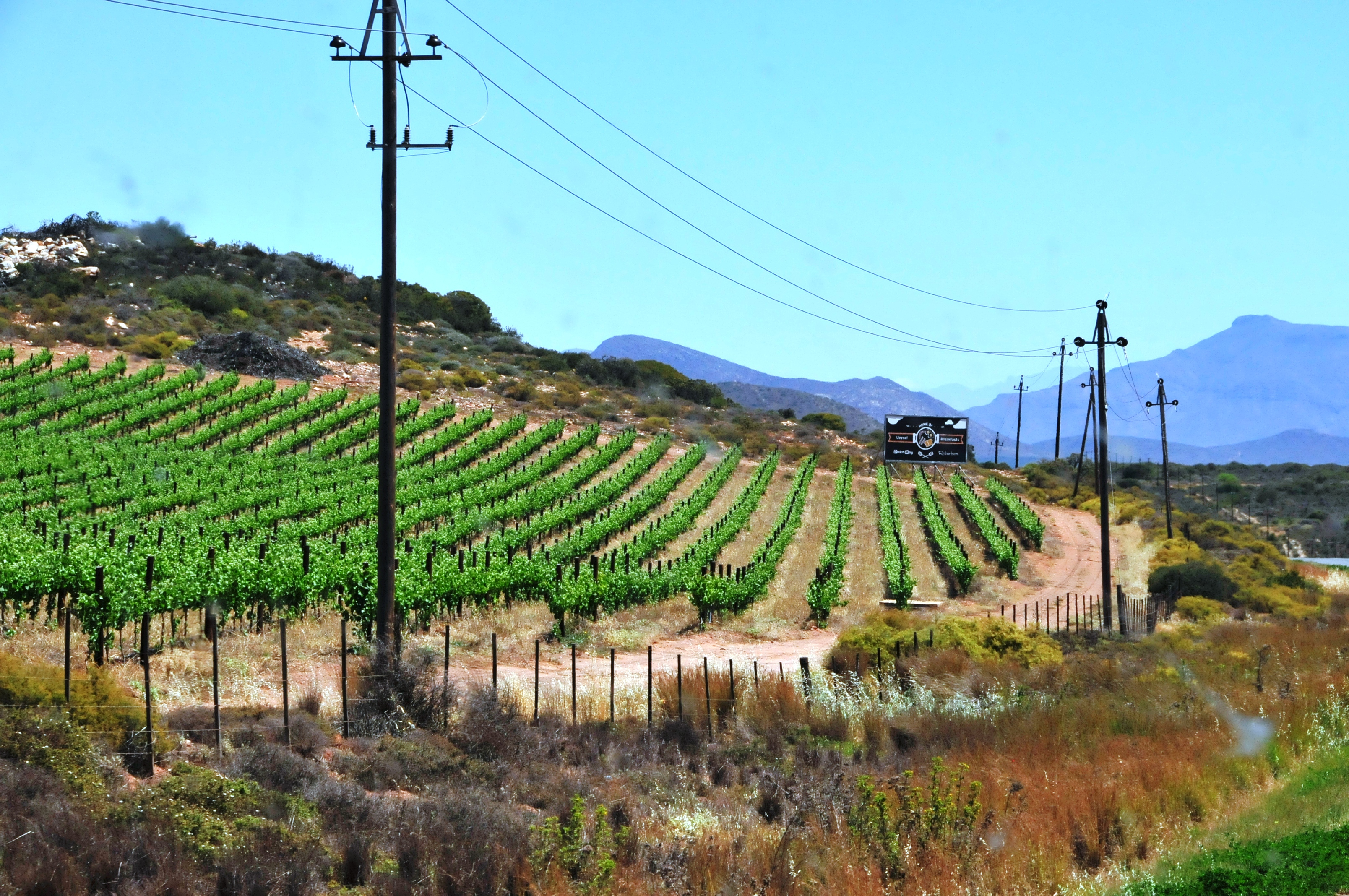
Weinbau bei Robertson
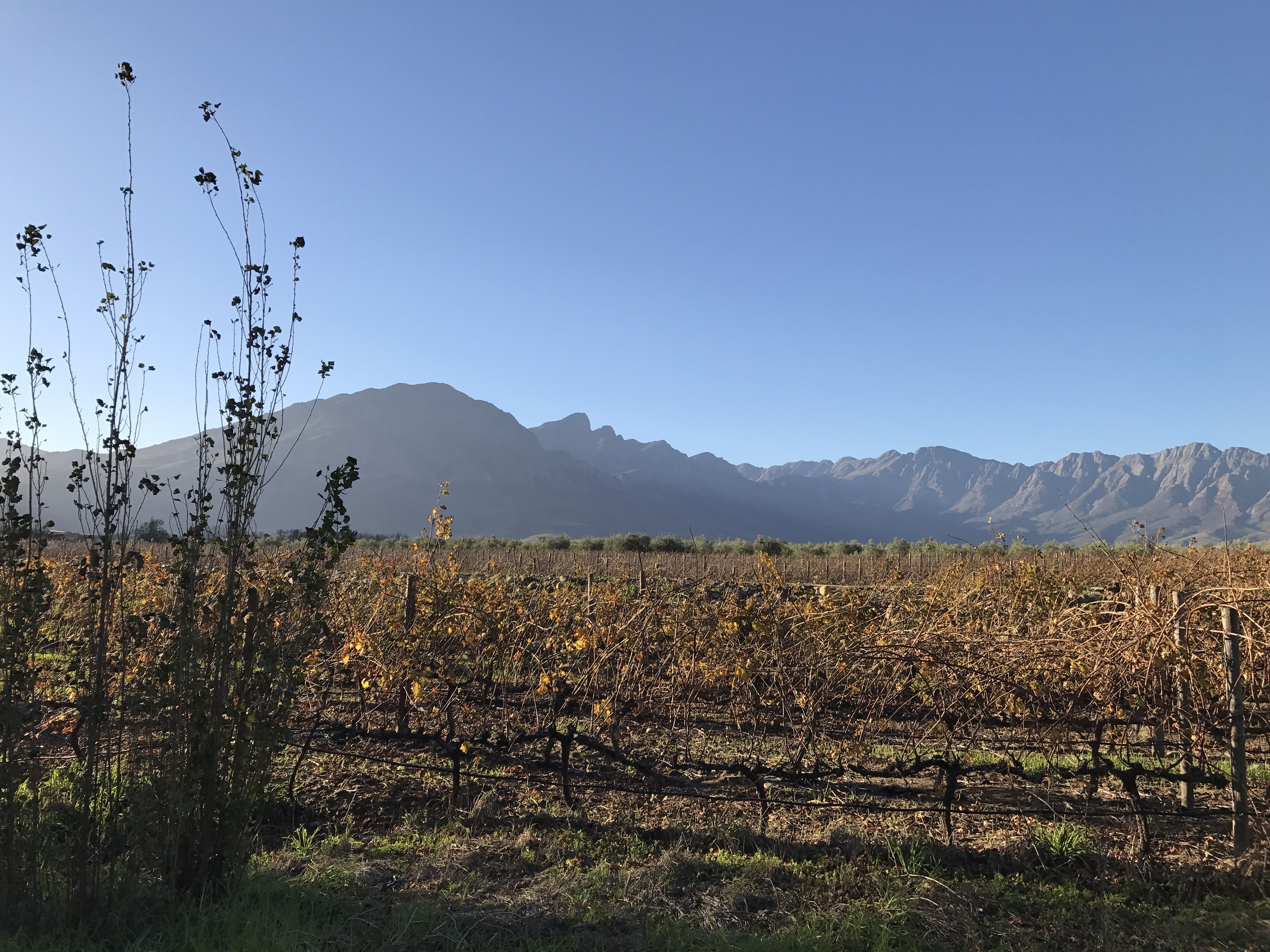
Weinanpflanzungen bei Tulbagh